# Acetabularia

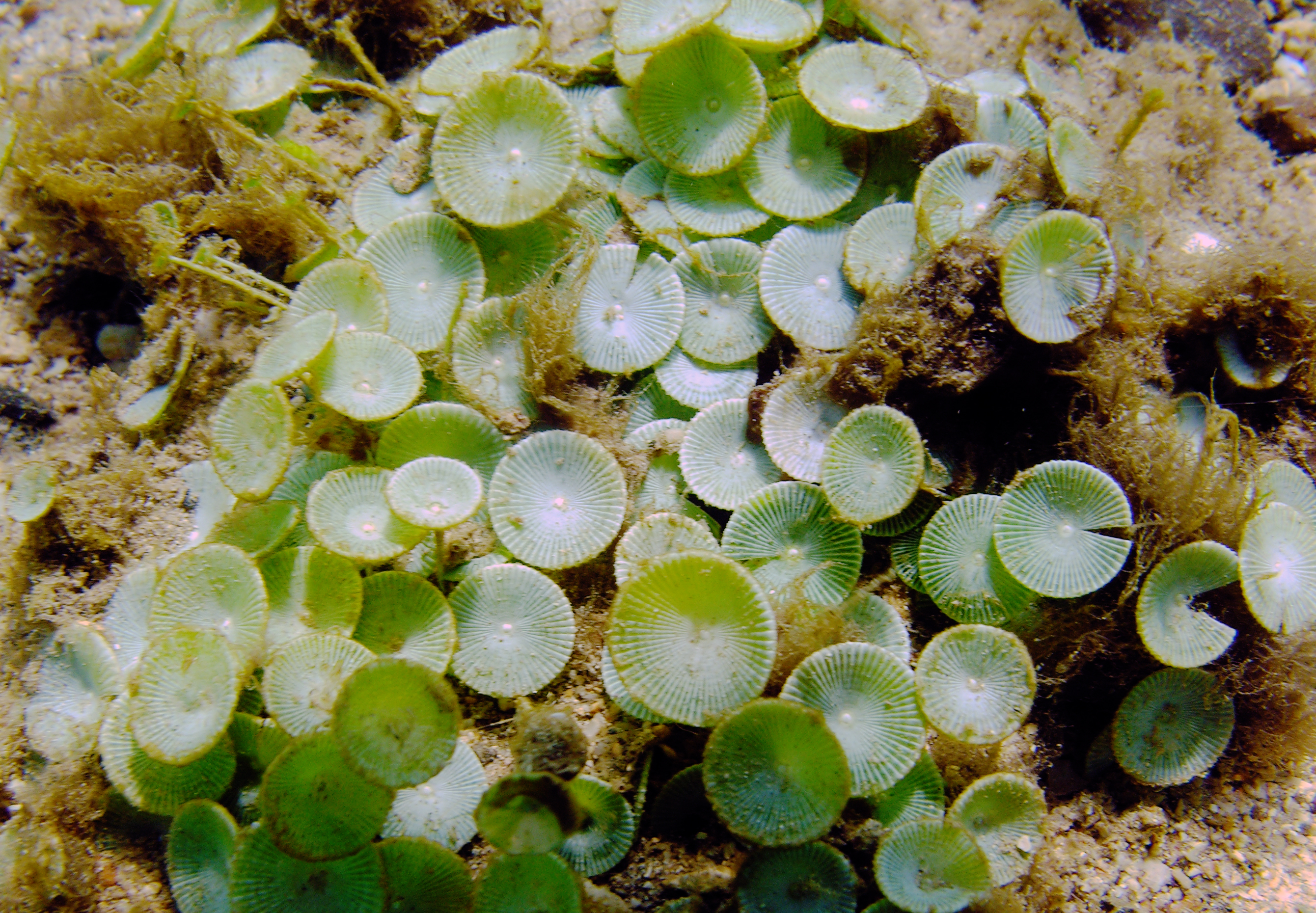
Acetabularia sp. przy brzegach Andamanów

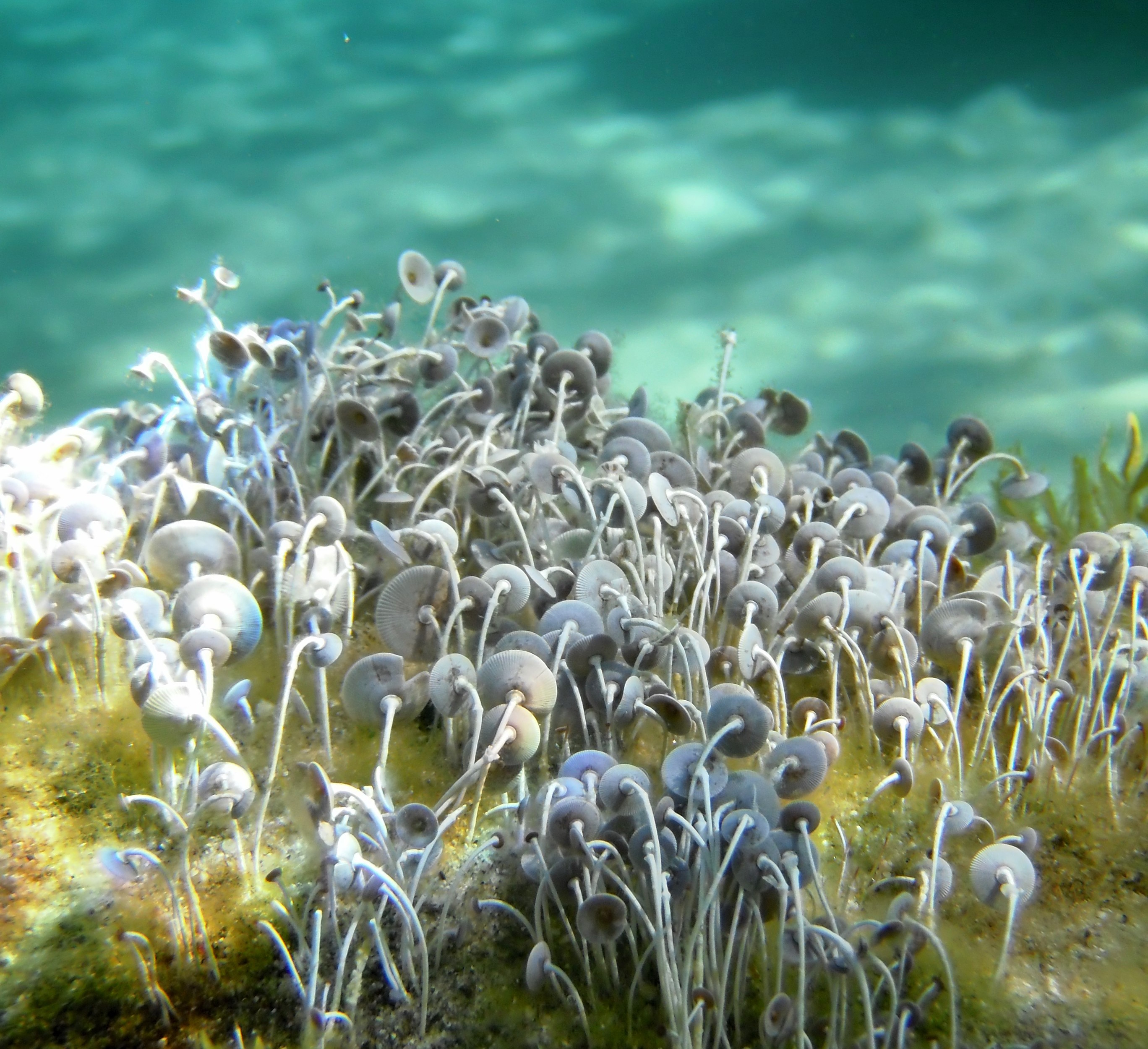
Acetabularia sp. przy brzegach Sardynii

Acetabularia, parasolowiec (Acetabularia) – rodzaj jednokomórkowych i jednojądrzastych glonów morskich dorastających do ogromnych rozmiarów (jak na organizmy jednokomórkowe), należący do zielenic.

## Charakterystyka
Charakterystyczny jest parasolowaty kształt z wąską nóżką (długości 0,5 do 10 cm) i stożkowatym wywiniętym na zewnątrz kapeluszem z radialnymi prążkami. U podstawy nóżki znajduje się duże jądro komórkowe. Sama podstawa zwana jest rizoidem. Roślina bardzo łatwo regeneruje się z rizoidu i posiada skomplikowany cykl życiowy.
W serii eksperymentów rozpoczętych po 1935 roku w Niemczech polegających na transplantowaniu części roślin pomiędzy A. mediterranea i A. crenulata Joachim Hämmerling udowodnił, że organizmy komórkowe zawierają informacje genetyczną w jądrze komórkowym. Praca ta została opublikowana jednak dopiero po okresie izolacji Niemiec w 1953 roku.
Acetabularia (głównie A. acetabulum) jest modelowym organizmem w badaniach m.in. nad relacjami pomiędzy jądrem a cytoplazmą, organizacją cytoszkieletu oraz rytmami dobowymi. Według najnowszych badań, w co najmniej 16. organizmach z oddzielnych gałęzi ewolucyjnych kodonom są przypisane inne aminokwasy niż standardowo. Wiele gatunków glonu Acetabularia odczytuje kodony UAG i UAA, powszechnie oznaczające „stop”, jako glicynę.

## Gatunki i występowanie
Opisano około 30 gatunków Acetabularia:
- Acetabularia acetabulum – żyjąca w wodach Europy (Adriatyk, Francja, w tym Korsyka, Grecja, europejska część Turcji, Włochy, w tym Wenecja Euganejska, Malta, Hiszpania, w tym Wyspy Kanaryjskie, dawna Jugosławia), Afryki (Algieria, Egipt, Libia, Maroko, Tunezja) oraz Azji (Turcja, Cypr, Izrael, Liban, Syria, Sri Lanka).
- Acetabularia antillana – aktualnie synonim Chalmasia antillana
- Acetabularia calyculus – żyjąca u wybrzeży zachodniej i południowej Australii.
- Acetabularia caraibica – aktualnie synonim Acetabularia crenulata
- Acetabularia caribaeum – aktualnie synonim Acetabularia crenulata
- Acetabularia clavata – aktualnie synonim Parvocaulis clavatus
- Acetabularia crenulata – opisana w wodach Morza Karaibskiego, ale żyjąca w licznych lokalizacjach.
- Acetabularia dentata – opisana w wodach Indonezji, ale żyjąca także w Japonii, Morzu Południowochińskim, Filipinach, Singapurze, Papui-Nowej Gwinei, Fidżi, Nowej Kaledonii, Wyspach Salomona.
- Acetabularia denudata – aktualnie synonim Acetabularia major
- Acetabularia exigua – aktualnie synonim Parvocaulis exiguus
- Acetabularia farlowii – żyjąca w wodach tropikalnego i subtropikalnego zachodniego Atlantyku, a także na Bermudach, na Florydzie, w Teksasie, w Meksyku i na Kubie.
- Acetabularia gigas – aktualnie synonim Acetabularia major
- Acetabularia haemmerlingii – żyjąca w Pacyfiku wokół Wysp Salomona.
- Acetabularia integra – aktualnie synonim Acetabularia acetabulum
- Acetabularia kilneri – żyjąca wokół Andamanów, w Indiach, w Queensland, w Nowej Kaledonii i wokół Wysp Salomona.
- Acetabularia major – żyjąca w Azji (Tajlandia, Chiny, Japonia, Tajwan, Indonezja, Filipiny, Wietnam), a także w Queensland i w Nowej Kaledonii.
- Acetabularia mediterranea – aktualnie synonim Acetabularia acetabulum
- Acetabularia minutissima – aktualnie synonim Parvocaulis parvulus
- †Acetabularia miocenica (incertae sedis)
- Acetabularia moebii – aktualnie synonim Parvocaulis parvulus
- Acetabularia myriospora – opisywana w Ameryce Południowej i Środkowej (Brazylia, Belize, Wenezuela, Karaiby, w tym Kuba).
- Acetabularia parvula – aktualnie synonim Parvocaulis parvulus
- Acetabularia peniculus – występująca w Australii, Tasmanii i Nowej Kaledonii.
- Acetabularia philippinensis – aktualnie synonim Acetabularia ryukyuensis
- Acetabularia polyphysoides – aktualnie synonim Parvocaulis polyphysoides
- Acetabularia pusilla – aktualnie synonim Parvocaulis pusillus
- Acetabularia roxasii – aktualnie synonim Acetabularia ryukyuensis
- Acetabularia ryukyuensis – żyjąca w Azji (Japonia, Morze Południowochińskie, Tajwan, Indonezja, Filipiny).
- Acetabularia schenckii – żyjąca w Północnej, Środkowej i Południowej Ameryce (Floryda, Teksas, Karaiby, w tym Kuba, Martynika, St. Eustatius, Bermudy, Barbados, Brazylia, Wenezuela, Panama, Kolumbia), a także w wodach tropikalnych i subtropikalnych zachodniego Atlantyku.
- Acetabularia suhrii – aktualnie synonim Acetabularia calyculus
- Acetabularia tsengiana – aktualnie synonim Parvocaulis exiguus
- Acetabularia velasquezii – aktualnie synonim Parvocaulis exiguus
- Acetabularia wettsteinii – aktualnie synonim Parvocaulis parvulus